# الشهيد عبد المنعم رياض (سوهاج)
قرية الشهيد عبد المنعم رياض هي إحدى القرى التابعة لمركز جهينة بمحافظة سوهاج في جمهورية مصر العربية. حسب إحصاءات سنة 2006، بلغ إجمالي السكان في الشهيد عبد المنعم رياض 844 نسمة، منهم 453 رجل و391 امرأة.